# Dicranomyia (Idiopyga) stigmatica
Dicranomyia (Idiopyga) stigmatica is een tweevleugelige uit de familie steltmuggen (Limoniidae). De soort komt voor in het Palearctisch gebied.